# Скарабеоїдні
Scarabaeoidea — надродина жуків, що входить до підряду всеїдних жуків, єдина підродина в інфраряді Scarabaeiformia. Описано близько 35000 видів і приблизно 200 нових видів описується щороку.
Викопні скарабеоїдні відомі з верхньої юри. Представники надродини переважно живляться рослинами, їхніми живими чи мертвими частинами, грибами, а також продуктами розпаду органічної речовини, зокрема гноєм, фекаліями чи трупами тварин. Зазвичай живуть поодинці, хоча деякі види субсоціальні, а інші піклуються про потомство. Деякі види співмешкають у гніздах соціальних комах чи рийних хребетних. Личинки переважно розвиваються в ґрунті чи подібних щільних субстратах.
До надродини відносять 10-15 сучасних родин, серед яких:
- Bolboceratidae
- Ceratocanthidae
- Diphyllostomatidae
- Geotrupidae
- Glaphyridae
- Glaresidae
- Hybosoridae
- Рогачі (Lucanidae)
- Ochodaeidae
- Passalidae
- Pleocomidae
- Пластинчастовусі (Scarabaeidae)
- Trogidae

## Філогенетика
За кладистичним аналізом 1999 року надродину поділили на 3 клади:
- Glaresidae
- пасаліди
  - глафіриди — Glaphyridae, Passalidae, Lucanidae, Diphyllostomatidae, Trogidae, Bolboceratidae, Pleocomidae
  - геотрупіди — Geotrupidae, Ochodaeidae, Ceratocanthidae, Hybosoridae
- Scarabaeidae

У 2006 році за попереднім молекулярногенетичним аналізом було виділено 3 основні клади родин:
- Geotrupidae, Passalidae, Pleocomidae
- Lucanidae, Diphyllostomatidae, Trogidae, Glaresidae
- Hybosoridae, Ochodaeidae, Glaphyridae, Scarabaeidae